# Eroare logică

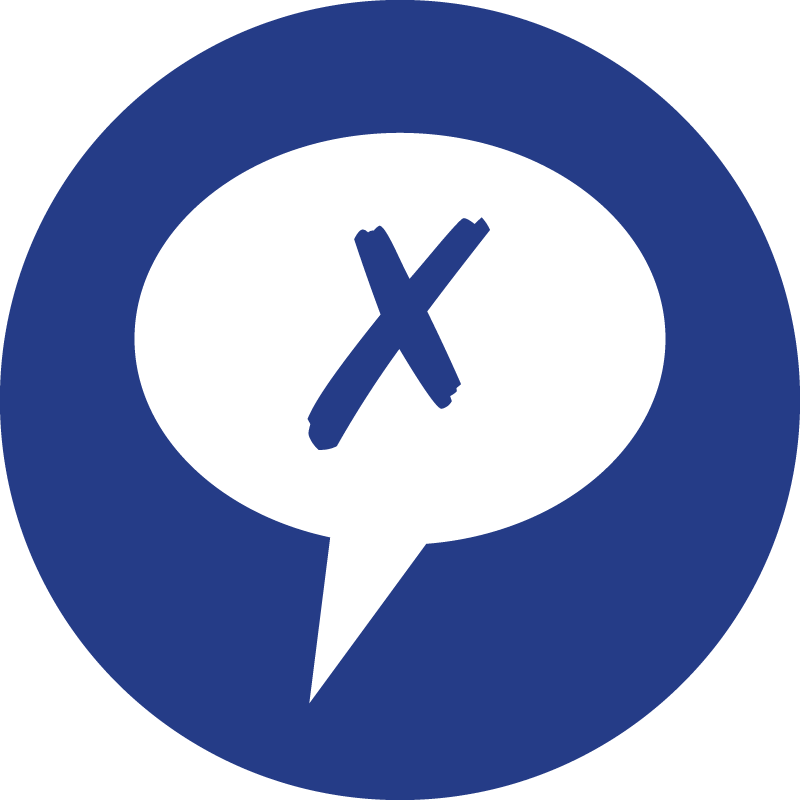
Un pseudoargument duce la o deducție invalidă

O eroare logică este o componentă a argumentației care, fiind demonstrabil greșită în logica sau forma sa, face ca întreg argumentul să devină invalid. 

## Tipuri de erori logice
În argumentele logice o eroare logică poate fi fie formală, fie informală. Datorită faptului că validitatea unui argument deductiv depinde de forma sa, o eroare logică formală este un argument deductiv care are o formă invalidă, pe când o eroare logică informală este orice alt mod de a raționa greșit fără ca aceasta să aibă forma unui argument formal.
Începând cu Aristotel erorile logice informale în general au fost plasate în una sau mai multe categorii, în funcție de sursa erorii logice. Există erori logice de relevanță, erori care implică raționamente cauzale și erori datorate unor ambiguități. O abordare similară în înțelegerea și clasificarea erorilor logice este dată de teoria argumentării.
Recunoașterea erorilor logice în argumente poate fi câteodată dificilă, mai ales când argumentele sunt structurate folosind o retorică ce maschează conexiunile logice între afirmații. Erorile logice pot exploata emoțiile și slăbiciunile intelectuale sau psihice ale interlocutorului. Depistarea erorilor de raționament în argumente poate să împiedice adoptarea unor concluzii false.
În teoria argumentației un argument este privit ca un protocol interactiv între indivizi care încearcă să rezolve un dezacord. Protocolul este reglementat de reguli prestabilite de interacțiune, iar violările acestor reguli sunt considerate erori logice. Multe din erorile de argumentație din lista erorilor logice se înțeleg mai bine dacă sunt considerate ca erori logice în acest sens.
Argumentele falacioase implică nu doar logica formală ci și cauzalitatea. Altele implică trucuri psihologice ca de exemplu uzul puterii în relațiile dintre proponent și interlocutor, apelul la patriotism sau moralitate, apelul la ego, etc., pentru a stabili premisele intermediare necesare unui argument. Erorile logice cel mai adesea constau în asumpții nedeclarate sau premise implicite ale unui argument care nu totdeauna sunt evidente.
De notat că exprimarea unei critici la adresa unui argument poate să nu aibă nicio relevanță asupra valorii de adevăr a concluziei. Uneori concluzia poate fi cât se poate de adevărată, deși argumentul folosit pentru dovedirea ei nu este valid. Vezi argumentul din eroare logică.

## Erori logice materiale
Clasificare erorilor logice materiale este larg adoptată de logicieni și se bazează pe cea a lui Aristotel din opera Organon (Sophistici elenchi).